# Grange à riz

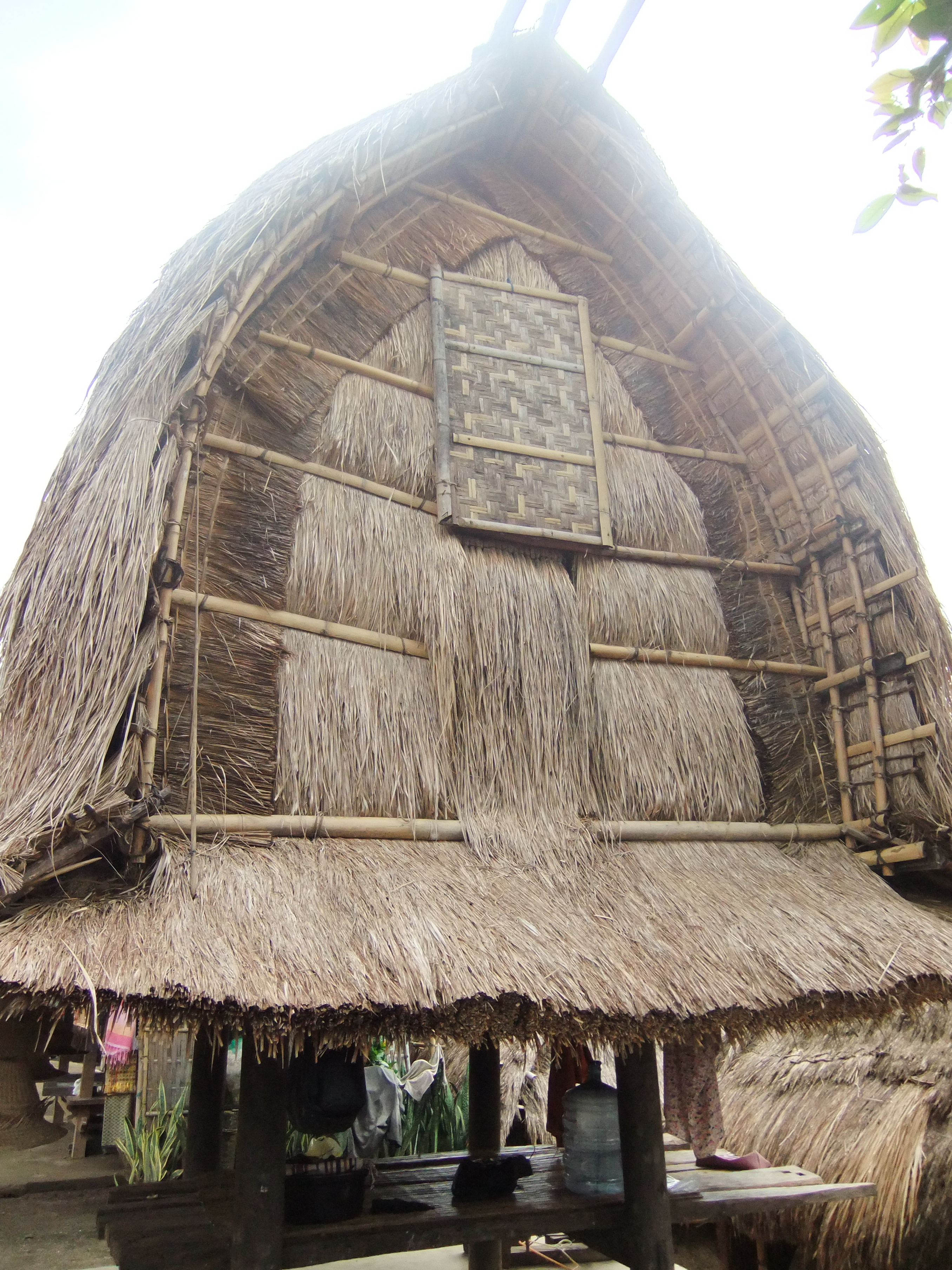
Lumbung, une grange de riz du peuple Sasak, à Lombok, en Indonésie.

Une grange à riz est un type de grange utilisée dans le monde entier pour le stockage et le séchage du riz après sa récolte. Leur conception, généralement spécialisé pour sa fonction, peut varier d'un pays à l’autre ou entre provinces. Les granges de riz en Asie sont très différentes de granges de riz trouvés dans d'autres zones de culture du riz. Aux États-Unis, les granges de riz des étaient autrefois communes dans tout l'état de la Caroline du Sud.

## Granges de riz en Asie

### Indonésie

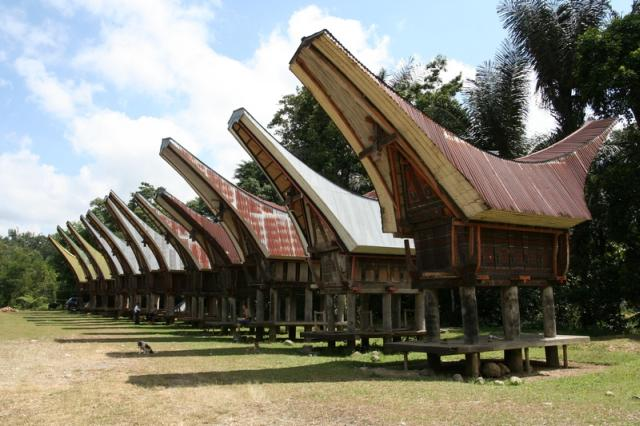
Granges à riz de type Tongkonan des peuples Toraja aux Célèbes, en Indonésie

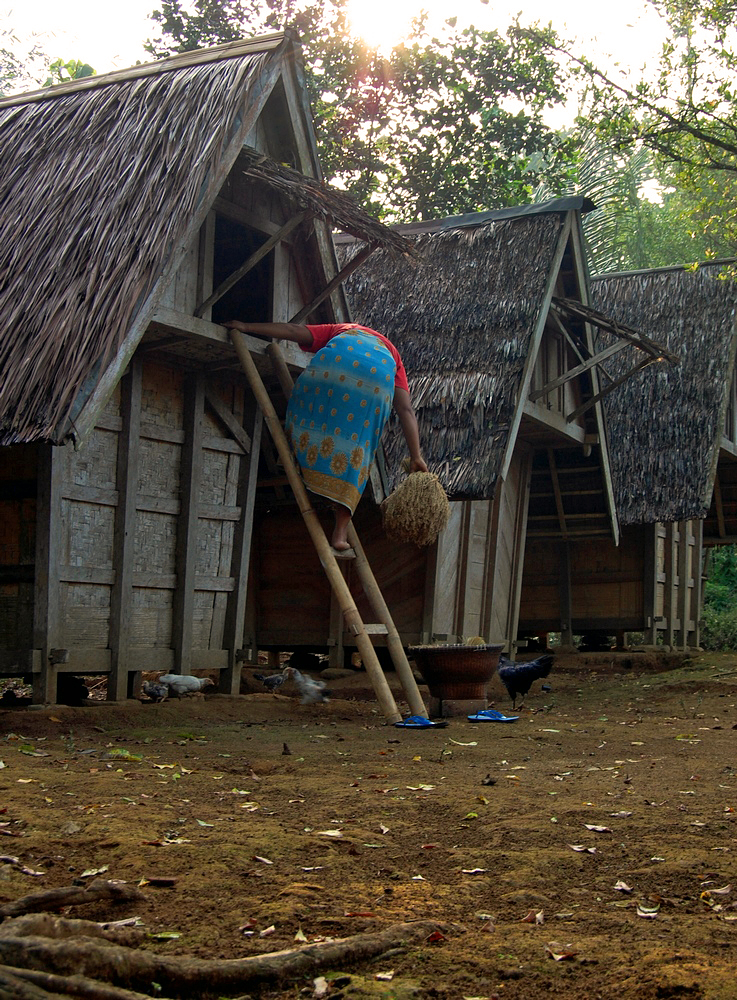
Leuit soundanaise au Java occidental.

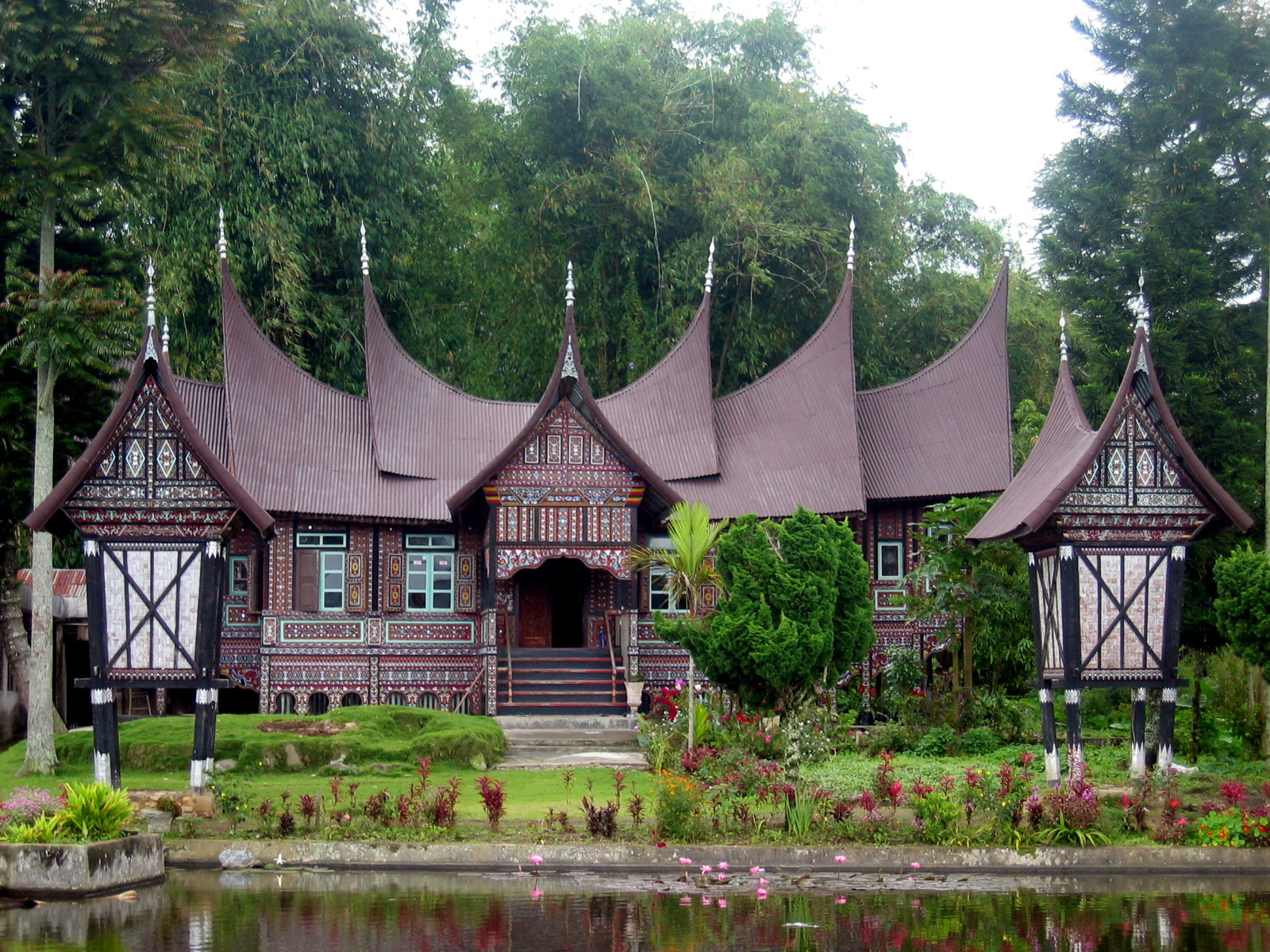
Deux rangkiang minang en face de Rumah Gadang, au Sumatra occidental.

Les granges de riz en Indonésie (connu sous le nom de lumbung) sont construites sur quatre poteaux, maintenant le corps de la grange habituellement entre 1,5 mètre et 2 mètres au-dessus du niveau du sol. La zone de stockage supérieure a souvent une forme d’oméga créée par la flexion d’un cadre souple de bambous fendus ou de palmier à bétel pour soutenir le toit. Le toit est généralement recouvert d’herbe Alang-Alang (Imperata cylindrica) et les côtés sont en bambou fendus tissé (appelé pagar). La structure pilotis supportant le grenier à riz est ouverte et ne possède pas de murs. Un plancher ou une plate-forme est construite en bois et en bambou à environ 50 centimètres au-dessus du sol. Cette plate-forme inférieure fournit un endroit commode, ombragé pour s’asseoir et se détendre. Dans de nombreux villages traditionnels, cette zone inférieure est un lieu de rencontre pour les habitants du village où les activités commerciales et sociales se déroulent habituellement.
Dans l'architecture vernaculaire de l'archipel indonésien, les granges de riz sont faites de bois et de bambou, et le toit est généralement fabriqué à partir d'herbe sèche, de feuilles de palmier, ou d’ijuk (fibres d’Arenga pinnata), et la plupart d'entre elles sont construites surélevée sur au moins quatre poteaux pour éviter les rongeurs et les insectes. Les styles peuvent différer selon les styles architecturaux de chaque ethnies indonésiennes. Les toits incurvés en forme d'oméga est typique du style Sasak de l'île de Lombok. Le style de toit tongkonan peut être trouvé sur les granges à riz de Toraja. Il existe d'autres types comme la leuit Soundanais et le rangkiang de Minang.

### Laos
Les granges à riz au Laos reflètent généralement la conception de maisons laotiennes, mais elles sont généralement des bâtiments séparés de la maison. La grange de riz, sur pilotis en bois ou en bambou, est généralement située près de la maison ou en lisière du village.

### Thaïlande
La Thaïlande est un pays dont la culture est intimement liée avec celle du riz. Les granges à riz parsèment le paysage et la tendance des reconversions de grange s’est étendue à la nation également. D'autres structures imitent l’architecture des granges à riz traditionnelles.

## Granges de riz en Amérique du Nord

### États-Unis
Les granges de riz aux États-Unis étaient courantes dans l'état de Caroline du Sud. Leur conception reflète leur utilisation spécialisée dans la culture du riz.

#### Conception
En Caroline du Sud, les granges à riz étaient généralement de forme rectangulaire et à ossature. Les murs extérieurs étaient souvent couverts de bardeaux de cyprès. Des fondations en briques soutenaient la structure, qui s’élevait généralement sur deux étages, surmontée par un toit à pignon. Le deuxième étage pouvait être accessible par un escalier intérieur. L’emplacement des fenêtres et des portes variaient. Les portes d'entrée, cependant, étaient souvent trouvés à l’extrémité d'une des parois latérales de la grange et dans le grenier à foin au deuxième étage.